# Paullinia integra
Paullinia integra är en kinesträdsväxtart som beskrevs av José Cuatrecasas. Paullinia integra ingår i släktet Paullinia och familjen kinesträdsväxter. Inga underarter finns listade i Catalogue of Life.